# فيديكس إكسبرس
فيديكس إكسبرس كانت تعرف سابقا فيديرال إكسبرس، هي شركة شحن جوي يقع مقرها في ميمفيس، تينيسي، الولايات المتحدة، وهي أكبر شركات الطيران المختصة بالشحن الجوي من حيث كمية الأطنان المُنقلة والرابعة عالميا من ناحية حجم الأسطول فهي تابعة لشركة فيديكس لتسليم الطرود، ولديها أكثر من 375 وجهة حول العالم، تعتبر فيديكس إكسبرس من أضخم شركات التوصيل السريع في العالم.
يقع مكتبها الرئيسي في ميمفيس ويتموقع «مركزها الضخم» العالمي في مطار ممفيس الدولي في الولايات المتحدة، كما تمتلك فيديكس مركزاً دوليا في مطار إنديانابوليس الدولي وعدة مراكز إقليمية في مطار تيد ستيفنز أنكوراج الدولي، مطار أوكلاند الدولي، فورت وورث أليانس، مطار نيوآرك ليبرتي الدولي ومطار ميامي الدولي. أما المراكز الدولية فتقع في مطار باريس شارل دو غول الدولي، مطار تورونتو بيرسون الدولي، مطار قوانغتشو باييون الدولي ومطار كولونيا بون الدولي.

## الأسطول

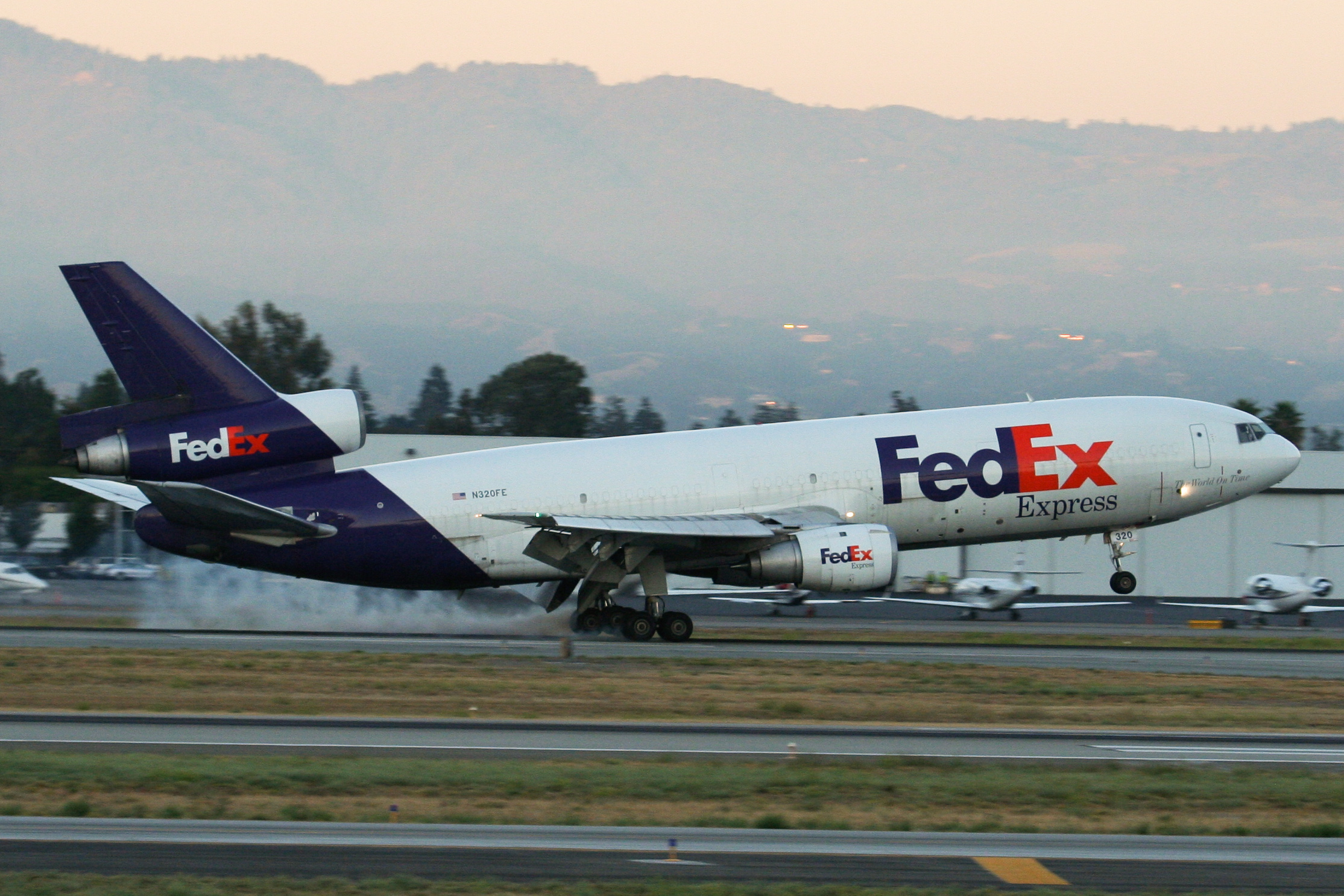
دي سي-10 تحط في مطار سان خوسيه الدولي.

### الأسطول الحالي
اعتبارًا من يناير 2023، تشغل فيديكس إكسبرس الطائرات التالية:
| الطائرة                 | في الخدمة | مطلوبة | ملاحظات                                                                                                  |
| ----------------------- | --------- | ------ | --- |
| إيرباص إيه 300          | 65        | —      | أكبر مشغل لهذا النوع.                                                                                    |
| بوينغ 757               | 115       | —      | أكبر مشغل لهذا النوع.                                                                                    |
| بوينغ 767               | 125       | 27     | يستمر التسليم حتى عام 2025. حلت محل إيرباص إيه 300 وماكدونل دوغلاس أم دي-11. أكبر مشغل لهذا النوع.       |
| بوينغ 777               | 53        | 6      | يستمر التسليم حتى عام 2025. حلت محل ماكدونل دوغلاس أم دي-11. أول مشغل في الولايات المتحدة وأكبر مشغل له. |
| ماكدونل دوغلاس أم دي-11 | 56        | —      | أكبر مشغل لهذا النوع.                                                                                    |
| المجموع                 | 414       | 33     | |
| أسطول فيديكس            |           |        | |
| إيه تي آر 42            | 17        | —      | |
| إيه تي آر 72-200        | 19        | —      | |
| إيه تي آر 72-600        | 10        | 20     | بدأ التسليم في عام 2020.                                                                                 |
| سيسنا 208 كارافان       | 234       | —      | أكبر مشغل لهذا النوع.                                                                                    |
| Cessna 408 SkyCourier   | 5         | 45     | بدأ التسليم في مايو 2022.                                                                                |
| المجموع                 | 285       | 65     | |

### الأسطول التاريخي
| الطائرة                    | المجموع | أدخلت | سحبت | استبدلت ب                         | ملاحظات                                |
| -------------------------- | ------- | ----- | ---- | --------------------------------- | -------------------------------------- |
| إيرباص إيه 310-200         | 49      | 1994  | 2016 | بوينغ 757                         | [ 13 ]                                 |
| إيرباص إيه 310-300         | 21      | 2000  | 2020 | بوينغ 767                         | آخر رحلة تجارية كانت 4 يناير 2020.     |
| بوينغ 727-100              | 75      | 1977  | 2013 | بوينغ 757                         | كانت آخر رحلة تجارية في 21 يونيو 2013. |
| بوينغ 727-200              | 75      | 1977  | 2013 | بوينغ 757                         | كانت آخر رحلة تجارية في 21 يونيو 2013. |
| بوينغ 737                  | 5       | 1978  | 1981 | لا شيء                            |                                        |
| بوينغ 747-100              | 11      | 1989  | 1996 | ماكدونل دوغلاس أم دي-11           |                                        |
| بوينغ 747-200              | 11      | 1989  | 1996 | ماكدونل دوغلاس أم دي-11           |                                        |
| داسو فالكون 20             | 33      | 1973  | 1985 | بوينغ 727                         |                                        |
| دوغلاس دي سي-8             | 6       | 1989  | 1991 | لا شيء                            |                                        |
| ماكدونل دوغلاس دي سي-10-10 | 25      | 1980  | 2021 | بوينغ 767                         | [ 19 ]                                 |
| ماكدونل دوغلاس دي سي-10-30 | 6       | 1980  | 2022 | بوينغ 767 ماكدونل دوغلاس أم دي-11 |                                        |
| ماكدونل دوغلاس إم دي-10-10 | 64      | 1980  | 2021 | بوينغ 767                         | [ 19 ]                                 |
| ماكدونل دوغلاس إم دي-10-30 | 18      | 1980  | 2023 | بوينغ 767                         | [ 20 ]                                 |

## المحاور

### الأمريكتان
- البرازيل
  - Campinas - محور البرازيل
- كندا
  - مطار تورونتو بيرسون الدولي - محور كندا
- الولايات المتحدة
  - مطار تيد ستيفنز أنكوراج الدولي
  - Fort Worth, TX  [لغات أخرى]‏ - المحور الجنوبي الغربي
  - Greensboro, NC  [لغات أخرى]‏ - محور الأطلسي
  - مطار إنديانابوليس الدولي - المحور الوطني
  - مطار ميامي الدولي - محور أمريكا اللاتينية[21]
  - مطار ممفيس الدولي - المحور الرئيسي[22]
  - مطار نيوآرك ليبرتي الدولي - محور الساحل الشرقي
  - مطار أوكلاند الدولي - محور الساحل الغربي

### آسيا
- الصين
  - مطار قوانغتشو باييون الدولي - محور المحيط الهادي
  - مطار شانغهاي بودنغ الدولي - محور بر الصين الرئيسي[23]
- اليابان
  - مطار كانساي الدولي - محور شمال المحيط الهادي[24]
  - مطار ناريتا الدولي
- سنغافورة
  - مطار شانغي سنغافورة - محور جنوب المحيط الهادي
- كوريا الجنوبية
  - مطار إنتشون الدولي
- تايوان
  - مطار تايوان تاويوان الدولي
- الإمارات العربية المتحدة
  - مطار دبي الدولي - محور الشرق الأوسط[25]

### أوروربا
- فرنسا
  - مطار باريس شارل ديغول - محور أوروبا
- ألمانيا
  - مطار كولونيا بون الدولي
- المملكة المتحدة
  - مطار لندن ستانستد

## وصلات خارجية
- الموقع الرسمي